# Parque educativo Jorge Alessandri
El Parque Educativo Jorge Alessandri, también conocido simplemente como Parque Alessandri, es un centro de extensión forestal de 11 hectáreas, ubicado en el kilómetro 18 de la Ruta CH-160 dentro de la comuna chilena de Coronel, Provincia de Concepción. Creado por la empresa CMPC para divulgar aspectos productivos y ecológicos del bosque nativo. Funciona desde el año 1993, y es financiado con aportes directos de la Forestal Mininco, y además cuenta con el apoyo del Ministerio de Educación a través de la ley de Donaciones Culturales para algunos proyectos. 
Desde el 2000, con la creación de la Fundación CMPC, el Parque orienta sus objetivos a la cultura y especialmente a la educación, pasando a ser un centro pedagógico en el área forestal y medioambiental cuyo objetivo es acercar la empresa a su comunidad y establecer vínculos con la Región del Biobío, donde se encuentra el mayor patrimonio forestal. Lugares como el anfiteatro, vivero, artequin, senderos de bosque nativo, de senderismo y la sala del árbol pueden encontrarse en su interior.

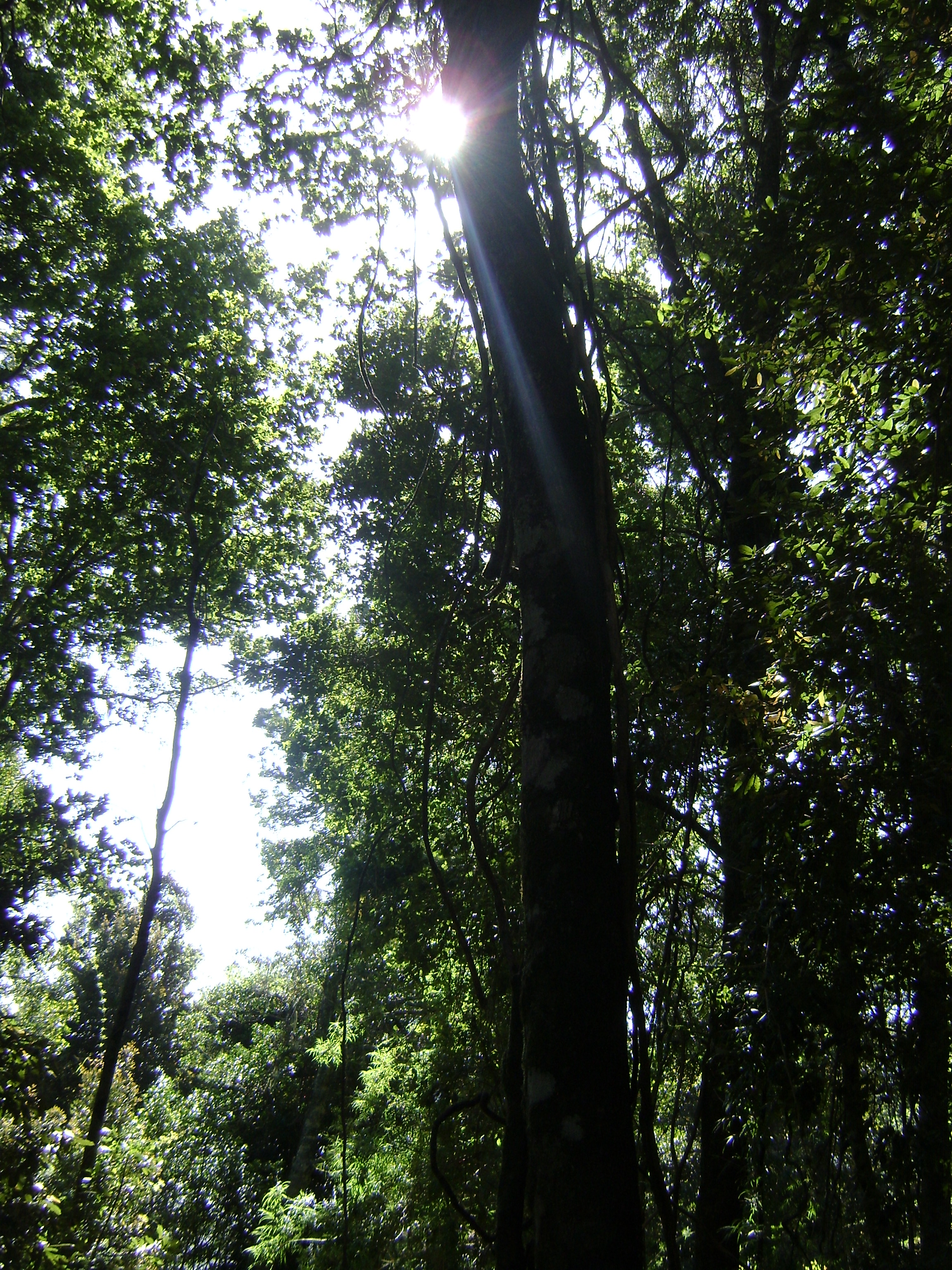
Bosque nativo.

Durante los fines de semana se realizan tours a un bosque nativo cercano al parque mantenido también por CMPC (Fundo Alto Escuadrón), bosque del tipo Valdiviano, de los pocas reservas de bosque nativo presentes en el fundo escuadrón de Coronel.